# Jean-Pierre Kutwa
Jean-Pierre Kutwa (Blockhauss, 1945. december 22. –) római katolikus pap, az Abidjani főegyházmegye nyugalmazott érseke, bíboros.

## Élete
1971. július 11-én szentelték pappá. 1985-ben a Pápai Urbariana Egyetemen biblikus teológiából doktorált. 1987 és 2001 között plébánosként szolgált. 1997. július 7-én súlyos autóbalesetet szenvedett és majdnem életét vesztette.

### Püspöki pályafutása
II. János Pál pápa 2001. június 2-án a Gagnoai főegyházmegye érsekévé nevezte ki, püspökké szentelése szeptember 16-án történt. XVI. Benedek pápa 2006. május 2-án az Abidjani főegyházmegye érsekévé nevezte ki. Ferenc pápa a 2014. február 22-i konzisztóriumon bíborossá kreálta. 2024. május 20-án a Szentatya elfogadta lemondását a főegyházmegye lelkipásztori kormányzásáról és nyugállományba helyezte.  